# 山本斉
山本 斉（やまもと ひとし、1989年7月10日 - ）は、大阪府大阪市東住吉区出身の元プロ野球選手（投手）。

## 来歴・人物

### アマチュア時代
1996年、大阪市立矢田西小学校1年生の時に野球を始めた。1999年には小学校4年生ながら、6年生に混じってボーイズリーグの名門「ジュニアホークス」でプレー。2004年の大阪市立矢田西中学校3年生の時にジュニアホークスのエースとして全国大会でベスト4に入った。中学校3年間はサッカー部に所属しており、高校進学にあたってはどちらを続けるか迷っていた。
PL学園や中京高等学校などの強豪からも誘いを受けたが、親元を離れた環境で精神的にも成長したいと考え2005年に酒田南高等学校に越境入学した。この野球留学の直前、クラスメイト全員から言葉を送られ、感動したという。1年の夏から早くも頭角を現す。当時から140km/hを超す速球で活躍。山形県大会決勝では、8回2失点の好投で第87回全国高等学校野球選手権大会出場を果たした。当時は金本明博（元中日）の控えであったが、3回戦の対宇部商戦で登板し、3回2/3で3失点を記録している。この年の秋から腰椎分離症で苦しんでいたが、2006年には治療が功を奏して完治し、復帰した。秋には145km/hを投げ込むまでに成長し、注目を集めるようになる。
2007年、3年夏の山形県大会では、準決勝の対日大山形戦において0-1で惜しくも敗れたものの、延長12回149球で、4安打14奪三振の快投を見せた。当初は高校一杯で野球をやめるつもりだったが、監督の西原忠善から「プロに行け」という助言を受け、プロ志望届を提出する。
10月3日の高校生ドラフトで、ヤクルトから3巡目で指名を受けた。他に中日ドラゴンズ、阪神タイガース、横浜ベイスターズ、読売ジャイアンツ、福岡ソフトバンクホークス、千葉ロッテマリーンズの6球団からも調査書が届いていた。ヤクルト編成部は、抽選が見込まれた佐藤由規を外した場合、1巡目で山本を指名する事をコメントしていた。そのためドラフト直後には「ダブル1位（指名級）」と興奮した談話を出している。
11月6日に推定契約金5000万円年俸600万円で仮契約を済ませ、12月6日に入団が発表された。入団会見で、チームの印象について「ヤクルトが飲み放題と聞いています。乳酸菌をたくさんとって頑張りたい」と発言し笑いを誘っている。
実兄は中京高等学校野球部に所属していた捕手である。後にプロ入りする榊原諒、中川裕貴、城所龍磨らと共に活躍し2002年の明治神宮野球大会で全国制覇を成し遂げている。

### プロ入り後
2008年
入寮の際にぬいぐるみを持ち込んで注目を集めた。春季キャンプ・開幕は二軍スタート。右肩痛で出遅れ、6月に予定していた初登板はならなかったが、7月12日対読売戦の中継ぎでイースタン・リーグ初登板。8月16日にはイースタン・リーグ初先発を果たした。8月23日の2回目の先発登板の際は、一軍監督の高田繁も視察に訪れ、その試合で143km/hを記録した直球に関し、「まっすぐに力がある」、「経験を積めば楽しみ」と評価を受けた。際立った結果を残すことは出来なかったが、ファームで7試合に登板し、フェニックス・リーグでも先発を任された。秋には一軍メンバーに選ばれ、松山の秋季キャンプに参加している。
2009年
前年に続き、春季キャンプは二軍スタートとなったが、課題の変化球の制球力が増したことで練習試合で好投。2月13日に一軍に合流した。オープン戦にも登板し、2試合で3回を無失点に抑えている。開幕は再び二軍で迎えたが、イースタン・リーグでは先発を任され防御率3点台の好投を続ける。7月31日に橋本義隆の肘痛による登録抹消を受け、初の一軍登録を受けたが、登板機会のないまま8月5日に登録を抹消された。10月11日に再び一軍に登録され、対中日ドラゴンズ最終戦でプロ入り初登板初先発し、6回を被安打5（被本塁打1）、奪三振3、与四球2の3失点（勝敗無し）という結果を残した。
2010年
春季キャンプは自身初の一軍スタートとなった。紅白戦でも好投し、手薄な先発候補として評価が高まっていたものの、右肘の張りで登板予定だった2月23日の試合を回避し、ファームに合流。リハビリに時間を費やすこととなった。6月13日にファームで実戦登板したものの、調子が上がらず一軍登録は8月29日にずれこんだ。当日の対阪神タイガース戦で先発登板を行なったが、2回4失点と結果を残すことができずに再び二軍に降格となった。二軍でも10試合の登板で1勝2敗の結果に終わっている。
2011年
4月22日の対広島東洋カープ戦で先発登板し、7回を被安打2、失点0という内容で勝利投手となり、プロ入り4年目にして初勝利をマークした。
2012年
5月14日に、群馬県館林市の病院で、右肘内側側副靱帯の再建手術を行った。
2014年
10月1日に球団から戦力外通告を受ける。12月2日、自由契約公示された。

### 引退後
2015年から、元ヤクルトの丸山完二が総監督を務める東京神宮シニアの投手コーチに就任した。また2019年には千葉県立銚子商業高等学校の臨時投手コーチを務めた。

## 選手としての特徴
自己最速148km/h、常時140km/h前後の速球と、切れの良いスライダーを持つ本格派投手である。球種は他にカーブ・カットボールなども投じる。頻度は少ないがシュート・チェンジアップ・フォークも投げられる。クセのない綺麗なフォームをしている。目指すタイプは斉藤和巳である。

## 詳細情報

### 年度別投手成績
| 年 度     | 球 団     | 登 板 | 先 発 | 完 投 | 完 封 | 無 四 球 | 勝 利 | 敗 戦 | セ 丨 ブ | ホ 丨 ル ド | 勝 率 | 打 者 | 投 球 回 | 被 安 打 | 被 本 塁 打 | 与 四 球 | 敬 遠 | 与 死 球 | 奪 三 振 | 暴 投 | ボ 丨 ク | 失 点 | 自 責 点 | 防 御 率 | W H I P |
| --------- | --------- | ----- | ----- | ----- | ----- | -------- | ----- | ----- | -------- | ----------- | ----- | ----- | -------- | -------- | ----------- | -------- | ----- | -------- | -------- | ----- | -------- | ----- | -------- | -------- | ------- |
| 2009      | ヤクルト  | 1     | 1     | 0     | 0     | 0        | 0     | 0     | 0        | 0           | ----  | 25    | 6.0      | 5        | 1           | 2        | 0     | 0        | 3        | 0     | 0        | 3     | 3        | 4.50     | 1.17    |
| 2010      | ヤクルト  | 1     | 1     | 0     | 0     | 0        | 0     | 1     | 0        | 0           | .000  | 12    | 2.0      | 7        | 2           | 0        | 0     | 0        | 1        | 0     | 0        | 4     | 4        | 18.00    | 3.50    |
| 2011      | ヤクルト  | 12    | 12    | 0     | 0     | 0        | 1     | 6     | 0        | 0           | .143  | 253   | 55.0     | 59       | 5           | 30       | 1     | 5        | 36       | 3     | 0        | 28    | 26       | 4.25     | 1.62    |
| 通算：3年 | 通算：3年 | 14    | 14    | 0     | 0     | 0        | 1     | 7     | 0        | 0           | .125  | 290   | 63.0     | 71       | 8           | 32       | 1     | 5        | 40       | 3     | 0        | 35    | 33       | 4.71     | 1.63    |

### 記録
投手記録
- 初登板・初先発：2009年10月11日、対中日ドラゴンズ24回戦（明治神宮野球場）、6回3失点
- 初奪三振：同上、1回表に荒木雅博から見逃し三振
- 初勝利・初先発勝利：2011年4月22日、対広島東洋カープ1回戦（MAZDA Zoom-Zoom スタジアム広島）、7回無失点

打撃記録
- 初安打・初打点：2011年7月2日、対広島東洋カープ7回戦（MAZDA Zoom-Zoom スタジアム広島）、3回表に篠田純平から中前先制適時打

### 背番号
- 63 （2008年 - 2014年）